# 奧斯河 (德國)
奧斯河（德語：Oss）是德國巴登-符腾堡州的一条河流。它從北黑森林開始，流经巴登-巴登，止于拉施塔特的穆尔格。